# شهرستان هونگ‌چون
شهرستان هونگ‌چون (به کره‌ای: 홍천군) یک شهرستان در شمال‌شرق کره جنوبی (مرکز شبه‌جزیره کره) است که در تابعیت استان گانگوون قرار دارد.
شهرستان هونگ‌چون ۱٬۸۱۶٫۰۵ کیلومتر مربع مساحت و ۶۶٬۴۲۲ نفر جمعیت دارد.

## تاریخ
پس از استقلال کره از ژاپن در سال ۱۹۴۵ میلادی، این کشور به دو نیمه تقسیم شد. مرز بین دو کره در آن زمان، مدار ۳۸ درجه شمالی در نظر گرفته شده بود. این مدار از میان استان (تاریخی) گانگوون عبور می‌کند. در نتیجه استان گانگوون به نیمهٔ شمالی و نیمهٔ جنوبی تقسیم شد. با این وجود، تمامی اراضی این شهرستان، در جنوب این مدار قرار گرفتند، و در تبعیت استان (جنوبی) گانگوون قرار گرفت.
در شمال‌شرق شهرستان هونگ‌چون، شهرستان اینجه قرار داشت که بیشتر اراضی آن در تابعیت کره شمالی قرار گرفت. روستاهای «اورون»، «بوپیونگ»، «جونجا»، «شین‌پونگ»، «گاپ»، و «گیمبو» از «قصبهٔ نام (جنوبی)»، روستاهای «بانگ‌دونگ»، «بوک (شمالی)»، «جین‌دونگ»، «سانگنام»، «سو (غربی)»، «هانام»، و «هیون» از «قصبهٔ گیرین»، و اراضی‌ای از روستای «وون‌ده» از «قصبهٔ اینجه»، در جنوب مرز قرار گرفته، ادغام شده و به «قصبهٔ شین‌نام» تغییر نام داده و در تابعیت شهرستان هونگ‌چنگ قرار گرفت.
«قصبهٔ نِه» نیز، که بخشی از شهرستان اینجه بود، به طور کامل در جنوب مرز قرار گرفت، و بدون تغییر مرز به شهرستان هونگ‌چون ضمیمه شد.
با پایان جنگ کره در سال ۱۹۵۳ میلادی و امضای آتش‌بس بین کره شمالی و ایالات متحده آمریکا، اراضی شهرستان اینجه به تابعیت دولت کره جنوبی در آمد. در نتیجه، در نوامبر ۱۹۵۴ میلادی، این شهرستان، تحت مدیریت استان (جنوبی) گانگوون مجددا تاسیس شد. هم‌زمان با بازتاسیس شهرستان اینجه، «قصبهٔ شین‌نام» به قصبه‌های سابق خود مجددا تجزیه شده و با جدایی از شهرستان هونگ‌چون، مجددا ضمیمهٔ شهرستان اینجه شد. «قصبهٔ نِه» بخشی از شهرستان هونگ‌چون باقی ماند.
در ماه ژانویه سال ۱۹۶۳ میلادی، «قصبه هونگ‌چون» به شهرک ارتقاء یافت. 
در ماه ژوئیه سال ۱۹۷۳ میلادی، دو روستا از شهرستان چونسونگ، «قصبهٔ دونگسان» ضمیمهٔ شهرستان هونگ‌چون شدند‌؛ روستای بوک‌بانگ به قصبهٔ بوک‌بانگ و روستای پونگچون به قصبهٔ هواچون پویستند. روستای میونگ‌گه در «قصبهٔ‌ سو (غربی)» در شهرستان یانگ‌یانگ، به شهرستان هونگ‌چون، «قصبهٔ نِه» پیوست، و روستای میسان [미산리] از «قصبهٔ نِه» جدا شده و به شهرستان اینجه، قصبهٔ گیرین پیوست. روستای «سانگ‌چانگ‌بونگ» [상창봉리] از «قصبهٔ نام‌(جنوبی)» این شهرستان جدا شده و به «قصبهٔ گونگ‌گون» در شهرستان هوئنگ‌سونگ پیوست
در فوریه سال ۱۹۸۳ میلادی، روستای سانگوئان از «قصبهٔ نام (جنوبی)» به «شهرک هونگ‌چون» پیوست.
در اکتبر ۱۹۸۳ میلادی، روستای «چونچی»‌ [천치리] در قصبهٔ دوچون، به «چون‌هیون» [천현리] تغییر نام داد.
در ژوئن سال ۲۰۲۱، «قصبه‌ٔ دونگ (شرقی)»  [동면] به «قصبه یونگ‌گویمی» تغییر نام داد.

## تقسیمات اداری
شهرستان هونگ‌چون به ۱ شهرک و ۹ قصبهٔ تابعه تقسیم شده است. در تابعیت این تقسیمات اداری، در مجموع ۱۰۵ عدد روستا وجود دارد.
|                          |                |          |                               |                               |                      |            |        |  |  |  |
| نام                      | کره‌ای (هانگول) | هانجا    | برگردان لاتین (نظام اصلاح‌شده) | برگردان لاتین (مک‌کیون–ریشاور) | مساحت (کیلومتر مربع) | جمعیت-۲۰۲۵ | خانوار |  |  |  |
| شهرک هونگ‌چون             | 홍천읍         | 洪川邑   | Hongcheon-eup                 | Hongch'ŏn-ŭp                  | ۱۰۷٫۳۹               | ۳۳٬۵۶۴     | ۱۶٬۱۳۷ |  |  |  |
| قصبه بوک‌بانگ (سمت شمالی) | 북방면         | 北方面   | Bukbang-myeon                 | Bukbang-myŏn                  | ۱۴۶٫۴۴               | ۴٬۰۱۸      | ۲٬۲۲۳  |  |  |  |
| قصبه دوچون               | 두촌면         | 斗村面   | Duchon-myeon                  | Tuch'on-myŏn                  | ۱۴۰٫۴۸               | ۲٬۳۷۸      | ۱٬۳۸۱  |  |  |  |
| قصبه سو (غربی)           | 서면           | 西面     | Nam-myeon                     | Nam-myŏn                      | ۱۲۳٫۳۹               | ۳٬۸۰۲      | ۲٬۳۴۷  |  |  |  |
| قصبه سوسوک               | 서석면         | 瑞石面   | Seoseok-myeon                 | Sŏsŏk-myŏn                    | ۲۲۵٫۴۶               | ۳٬۶۲۲      | ۱٬۹۷۷  |  |  |  |
| قصبه نام (جنوبی)         | 남면           | 南面     | Nam-myeon                     | Nam-myŏn                      | ۱۲۰٫۳۴               | ۵٬۵۲۳      | ۳٬۱۴۳  |  |  |  |
| قصبه نِه                  | 내면           | 內面     | Nae-myeon                     | Nae-myŏn                      | ۴۴۷٫۹۵               | ۲٬۹۱۰      | ۱٬۶۲۸  |  |  |  |
| قصبه نه‌چون               | 내촌면         | 乃村面   | Naechon-myeon                 | Naech'on-myŏn                 | ۱۴۶٫۷۲               | ۲٬۳۹۵      | ۱٬۴۳۷  |  |  |  |
| قصبه هواچون              | 화촌면         | 化村面   | Hwachon-myeon                 | Hwach'on-myŏn                 | ۲۱۱٫۳۶               | ۴٬۱۷۷      | ۲٬۴۴۹  |  |  |  |
| قصبه یونگ‌گویمی           | 영귀미면       | 詠歸美面 | Yeonggwimi-myeon              | Yŏnggwimi-myŏn                | ۱۴۹٫۶۳               | ۴٬۰۳۳      | ۲٬۱۹۹  |  |  |  |

### لیست روستاها
شهرک هونگ‌چون
| - اوئان سفلی (هااوئان ) (하오안리، Haoan‑ri) - اوئان علیا (سانگ‌اوئان) (상오안리، Sangoan‑ri) - ته‌هاک (태학리، Taehak‑ri) - جانگجون‌پیونگ (장전평리، Jangjeonpyeong‑ri) - جین (진리، Jin‑ri) | - سام‌ماچی (삼마치리، Sammachi‑ri) - شینجانگده (신장대리، Sinjangdae‑ri) - گالماگوک (갈마곡리، Galmagok‑ri) - گومیول (검율리، Geomyul‑ri) - گیولون (결운리، Gyeolun‑ri) | - وادونگ (와동리، Wadong‑ri) - هوی‌مانگ (희망리، Huimang‑ri) - یون‌بونگ (연봉리، Yeonbong‑ri) |

قصبه بوک‌بانگ (سمت شمالی)
| - بوساوون (부사원리، Busawon‑ri) - بوک‌بانگ (북방리، Bukbang‑ri) - بونگ‌گونگ (본궁리، Bonggung‑ri) - جانگهانگ (장항리، Janghang‑ri) - جونچی‌گوک (전치곡리، Jeonchigok‑ri) - دوساگوک (도사곡리، Dosagok‑ri) | - سومه‌گوک (소매곡리، Somaegok‑ri) - سونگ‌دونگ (성동리، Seongdong‑ri) - گولجی (굴지리، Gulji‑ri) - گومان (구만리، Guman‑ri) - نونگ‌پیونگ (능평리، Neungpyeong‑ri) - نوئیل (노일리، Noil‑ri) | - وون‌سوری (원소리، Wonsori‑ri) - هواگیه سفلی (هاهواگیه) (하화계리، Hahwagye‑ri) - هواگیه علیا (سانگ‌هواگیه) (상화계리، Sanghwagye‑ri) - هواگیه وسطی (جونگ‌هواگیه) (중화계리، Junghwagye‑ri) - هوادونگ (화동리، Hwadong‑ri) - یوکجون‌پیونگ (역전평리، Yeokjeonpyeong‑ri) |

قصبه دوچون
| - جانگ‌نام (장남리، Jangnam‑ri) - جه‌ئون (자은리، Jaeun‑ri) - چولجونگ (철정리، Cheoljeong‑ri) | - چون‌هیون (천현리، Cheonhyeon‑ri) - گوه‌سوک (괘석리، Gwaeseok‑ri) - وون‌دونگ (원동리، Wondong‑ri) | - یوک‌نه (역내리، Yeoknae‑ri) |

قصبه سوسوک
| - اورون (어론리، Eoron‑ri) - پونگام (풍암리، Pungam‑ri) - چونگنیانگ (청량리، Cheongnyang‑ri) | - سانگ‌گوندو (상군두리، Sanggundu‑ri) - سِنگ‌گوک (생곡리، Saenggok‑ri) - سوها (수하리، Suha‑ri) | - گومسان (검산리، Geomsan‑ri) - هاگوندو (하군두리، Hagundu‑ri) |

قصبه نام (جنوبی)
| - جه‌گوک (제곡리، Jegok‑ri) - شیدونگ (시동리، Sidong‑ri) - شینده (신대리، Sindae‑ri) - میونگدونگ (명동리، Myeongdong‑ri) | - نام‌نوئیل (نوئیل جنوبی) (남노일리، Namnoil‑ri) - وول‌چون (월천리، Wolcheon‑ri) - هواجون (화전리، Hwajeon‑ri) - یانگ‌دوگوون (양덕원리، Yangdeogwon‑ri) | - یوچی (유치리، Yuchi‑ri) - یوموک‌جونگ (유목정리، Yumokjeong‑ri) - یونگسو (용수리، Yongsu‑ri) |

قصبه نِه
| - بانگ‌نه (방내리، Bangnae‑ri) - جائون (자운리، Jaun‑ri) | - چانگچون (창촌리، Changchon‑ri) - گوانگوون (광원리، Gwangwon‑ri) | - میونگ‌گه (명개리، Myeonggae‑ri) - یول‌جون (율전리، Yuljeon‑ri) |

قصبه نه‌چون
| - داپّونگ (답풍리، Dappung‑ri) - دوگوان‌ری (도관리، Dogwanri‑ri) - سوگوک (서곡리، Seogok‑ri) | - گوانگام (광암리، Gwangam‑ri) - مولگول (물걸리، Mulgeol‑ri) - مون‌هیون (문현리، Munhyeon‑ri) | - وایاری (와야리، Wayari‑ri) - هواسانگده (화상대리، Hwasangdae‑ri) |

قصبه هواچون
| - پونگچون (풍천리، Pungcheon‑ri) - جانگ‌پیونگ (장평리، Jangpyeong‑ri) - جئومچی (주음치리، Jueumchi‑ri) - سونگ‌جونگ (송정리، Songjeong‑ri) | - سونگسان (성산리، Seongsan‑ri) - گوسونگ‌پو (구성포리، Guseongpo‑ri) - گولون (굴운리، Gulun‑ri) - گونوپ (군업리، Guneop‑ri) | - نه‌سامپو (내삼포리، Naesampo‑ri) - یاشیده (야시대리، Yasidae‑ri) - اوئسامپو (외삼포리، Oesampo‑ri) |

قصبه یونگ‌گویمی
| - بانگنیانگ (방량리، Bangnyang‑ri) - جوائون (좌운리، Jwaun‑ri) - دوکچی (덕치리، Deokchi‑ri) - سام‌هیون (삼현리، Samhyeon‑ri) | - سوکچو (속초리، Sokcho‑ri) - سونگسو (성수리، Seongsu‑ri) - شین‌بونگ (신봉리، Sinbong‑ri) - گه‌ئون (개운리، Gaeun‑ri) | - نوچون (노천리، Nocheon‑ri) - وولون (월운리، Wolun‑ri) - هودونگ (후동리، Hudong‑ri) |